# Jan Matuszewicz
Jan Matuszewicz (ur. 21 sierpnia 1927 w Ostrowi Mazowieckiej, zm. 4 sierpnia 2016) – polski ekonomista, prof. zw. dr hab.

## Życiorys
Studiował w Szkole Głównej Planowania i Statystyki. W 1961 otrzymał stopień naukowy doktora nauk ekonomicznych, a w 1966 habilitację. W 1970 został członkiem Rady Naukowej Stowarzyszenia Księgowych w Polsce. W 1974 uzyskał tytuł profesora nadzwyczajnego.

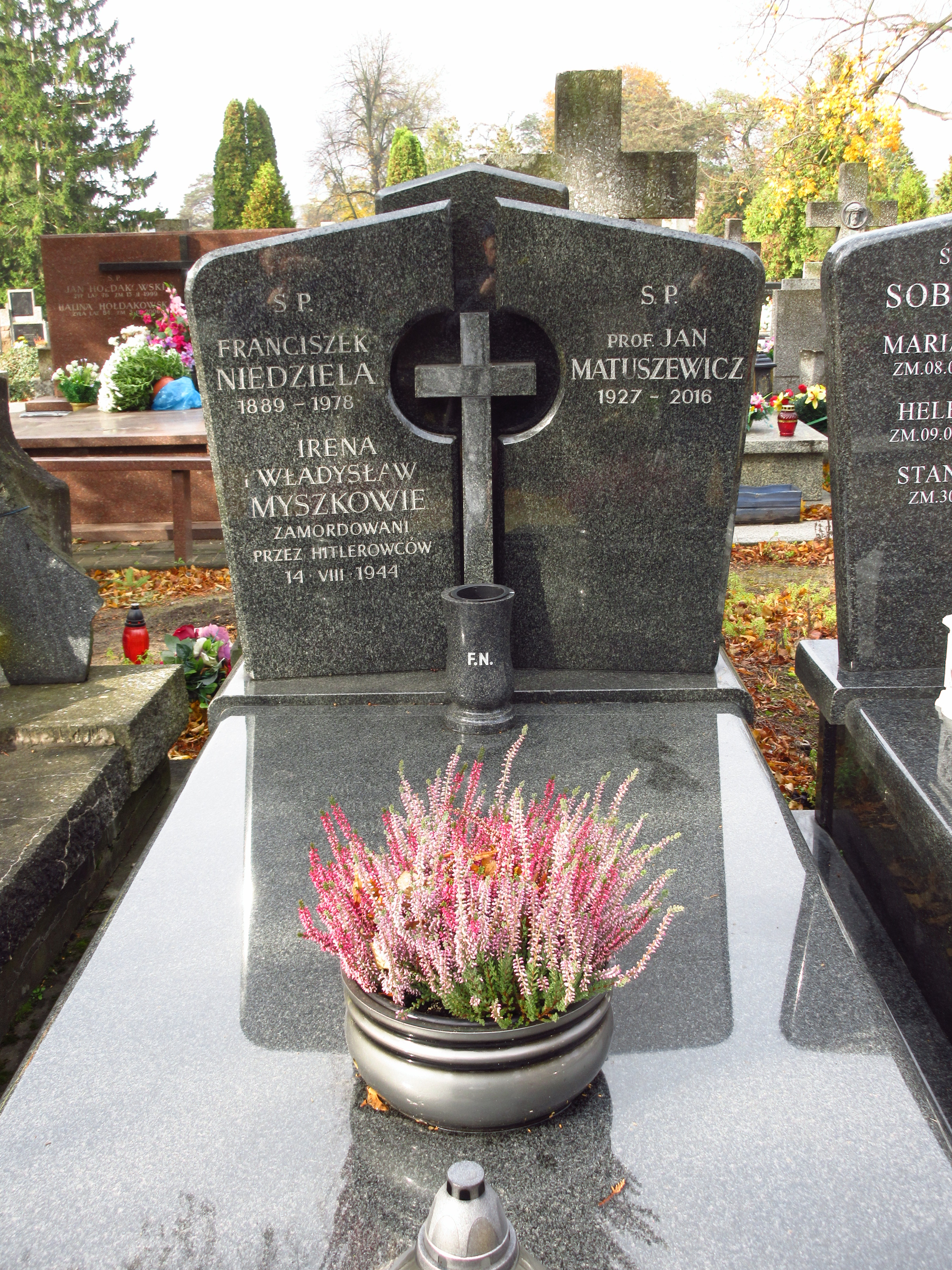
Grób profesora Jana Matuszewicza na cmentarzu Bródnowskim.

W latach 1976–1988 pracował na Wydziale Zarządzania Uniwersytetu Warszawskiego. Pochowany na Cmentarzu Bródnowskim (kwatera 58E-1-3).

## Odznaczenia i nagrody
- Nagroda ministra za osiągnięcia w pracy naukowej i dydaktycznej (pięciokrotnie)[1]
- Medal Komisji Edukacji Narodowej (dwukrotnie)[1]
- Krzyż Kawalerski Orderu Odrodzenia Polski[1]